# Škrkavice
Škrkavice (Ascaridida) je řád hlístic z třídy Secernentea. Patří do něj množství významných parazitů v trávicím traktu obratlovců, jako je Ascaris (např. škrkavka dětská), Toxocara (např. škrkavka psí), Toxascaris, Parascaris a mnohé další.

## Popis
Kolem ústního otvoru jsou obvykle tři výrazné výběžky, tzv. pysky. Z přední části střeva vybíhají často výběžky. Samci mají v zadní části těla tzv. kaudální kutikulární křidélka.
Škrkavice prodělávají širokou škálu různých vývojových cyklů, a to jak jednohostitelských, tak i složitějších, které zahrnují více hostitelů. Leckdy dochází u škrkavic k tkáňové migraci, a to i přes stěnu placenty či mateřským mlékem.

## Druhotné dělení
Řád se dělí na několik nadčeledí:
- Ascaridoidea
- Cosmoceroidea
- Heterakoidea
- Seuratoidea
- Subuluroidea